# Геологія Мозамбіку

### Геологічна будова Мозамбіку
На більшій частині території країни (північні провінції) розвинені докембрійські утворення фундаменту Африканської платформи. Менша частина (південні провінції) закрита фанерозойським вулканогенно-осадовим чохлом. У докембрійському фундаменті виділяється кратон Зімбабве, невелика частина якого розташована на території Мозамбіку, і гетерогенний Мозамбіцький пояс. Найбільш древні породи (3,7 млрд років) виявлені в межах кратону Зімбабве, складеного в нижній частині переважно зеленокам'яними породами, у верхній — конгломератами та сланцями, прорваними інтрузіями від кислого до основного складу, з якими пов'язане мідне, нікелеве і золоте зруденіння.
Мозамбіцький пояс представлений різнорідними тектонічними елементами (стабільні ізометричні блоки та вузькі рухливі пояси), що розрізнюються за літологічним складом, ступенем метаморфізму і металогенії. З рухливими зонами (типу Луріо), виконаними метавулканогенно-осадовими утвореннями, пов'язані поліметалічне, іноді золоте і мідне зруденіння, зі стабільними блоками — унікальні райони рідкісномелічних пегматитів (наприклад, Алту-Лігонья) та оловорудні зруденіння. З основним і ультраосновним комплексами пов'язані родовища азбесту, руд титану, хрому, нікелю і заліза. Найдавніші відклади осадового чохла — континентальна система Карру (перм-тріас), що включає промислові родовища кам'яного вугілля.
На півдні й заході країни розвинені базальти, ріоліти і туфи ранньої юри. Масиви мезозойських карбонатитів містять промислові концентрації пірохлору. Кайнозойські відклади представлені потужними товщами морських і континентальних відкладів (родовища природного газу, вапняків, діатомітів і монтморилоніту). З корою вивітрювання на мезозойських лужних інтрузіях пов'язані родовища бокситів, з четвертинними відкладами, розвиненими в гирлі річки Замбезі і на узбережжі океану — титаноносні пляжні розсипи.